# PKZIP

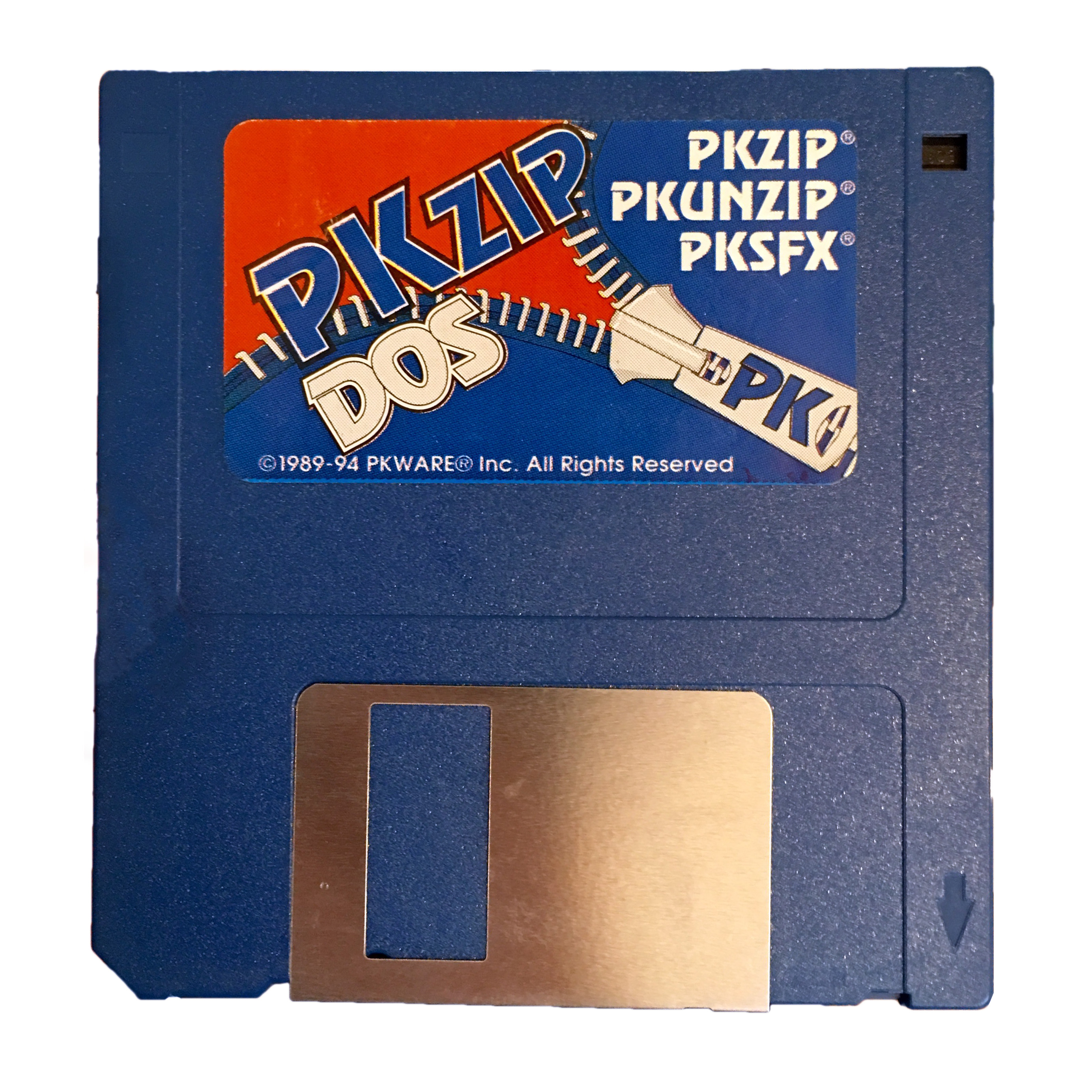
PKZIP-Diskette

PKZIP ist ein Kompressionsprogramm, das ursprünglich von Phil Katz geschrieben wurde und von seiner Firma PKWARE Inc. vermarktet wurde. PKZIP ist eine Abkürzung für Phil Katz’ ZIP program.
Die erste Version von PKZIP erschien 1989. Sie war ein DOS-Kommandozeilenprogramm und wurde als Shareware mit einer Registrierungsgebühr von 25 US-Dollar verteilt. PKZIP 1 benutzte drei verschiedene Kompressionsalgorithmen, genannt shrinking, reducing und imploding, von denen basierend auf den Charakteristika der zu komprimierenden Datei einer ausgewählt wurde. Obwohl diese Dateien damals sehr verbreitet waren, sind Dateien im PKZIP-1-Format heute selten anzutreffen, und viele moderne Unzip-Programme sind nicht mehr in der Lage, mit diesen Kompressionsmethoden umzugehen.
1993 brachte PKWARE PKZIP 2 heraus. Diese Version ersetzte die verschiedenen Kompressionsmethoden der ersten Version durch eine einzige neue Methode, die Katz deflating nannte. Das dadurch entstandene Dateiformat ist seitdem allgegenwärtig auf Microsoft Windows und im Internet – so gut wie alle Dateien mit der .zip-Dateinamenserweiterung sind im PKZIP-2-Format, und auf allen gängigen Plattformen gibt es Programme zum Lesen und Schreiben dieser Dateien.
PKWARE entwickelt PKZIP weiter, aber neuere Versionen des PKZIP-Formats beinhalten proprietäre Kompressionstechniken.
Außerdem führte PKWARE 2004 eine neue Produktlinie ein, genannt SecureZIP. Dabei handelt es sich um PKZIP + Verschlüsselung mit bis zu 256 Bit nach dem AES-Standard.
Die Besonderheit von SecureZIP ist, dass der gesamte Datenblock verschlüsselt und nicht nur durch ein Kennwort gesichert wird, außerdem gibt es die Möglichkeit, x.509-Zertifikate zu nutzen.